# Jan Fyt

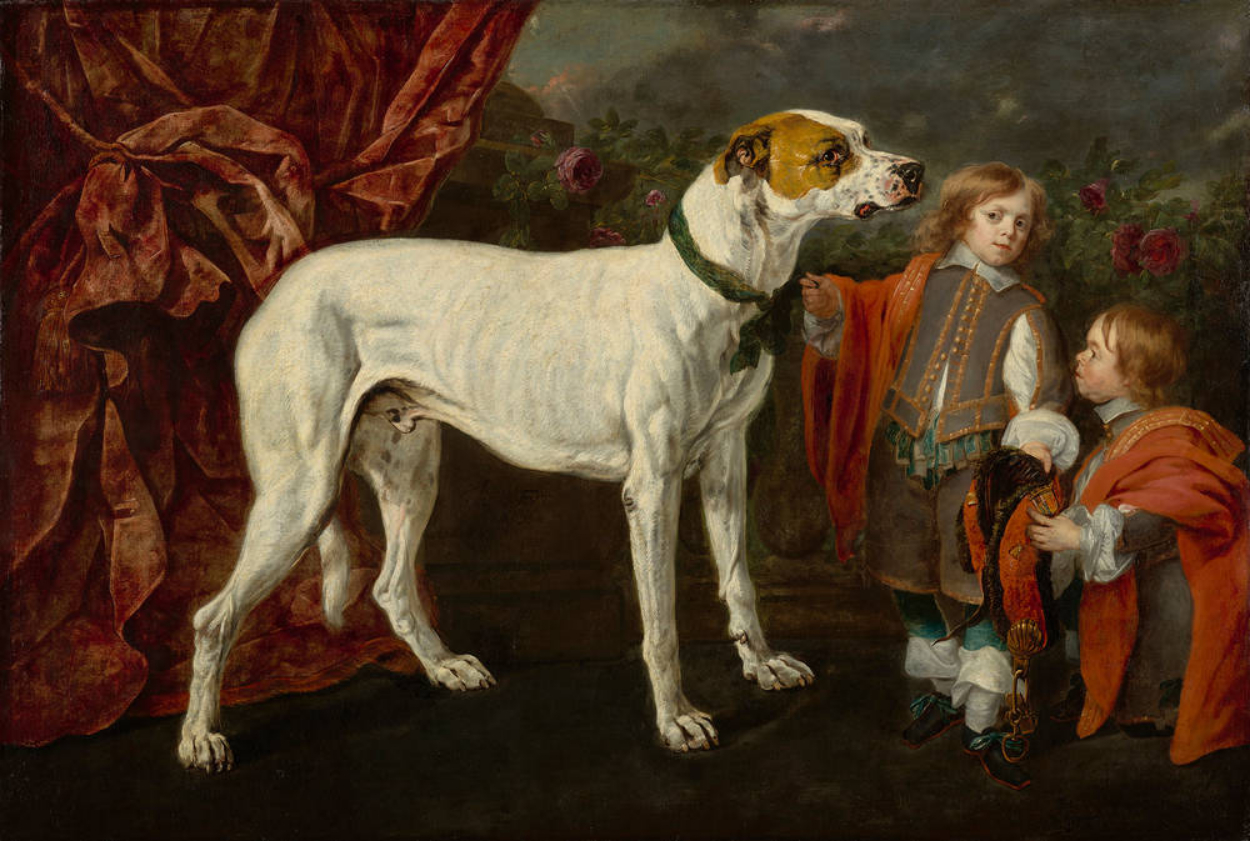
Målning av Jan Fyt.

Jan Fyt (även Jan Fijt), född 15 mars 1611, död 11 september 1661, var en flamländsk konstnär.
Fyt var huvudsakligen verksam i Antwerpen och slöt sig som djurmålare till Frans Snyders men utvidgade också sitt område till blommor och frukter och blev typisk för stillebengenren. Verk av Fyt finns vid flera större museer, bland annat på Nationalmuseum i Stockholm flera dekorativa verk med "dött villebråd", på Statens Museum for Kunst i Köpenhamn ett jaktstilleben med döda fåglar och en jakthund (den livfulla Örnen angriper smärre fåglar tillskrivs numera Adriaen van Utrecht) och Göteborgs konstmuseum.